# Guérin de Montaigu
Guérin de Montaigu, Garin de Montaigu ali  Pierre Guérin de Montaigu je bil plemič iz  Auvergne, ki je postal štirinajsti veliki mojster Malteškega viteškega reda (hospitalci), * ni znano, † 1228, Sidon, Sveta dežela.
Na tem položaju je leta 1207 nasledil velikega mojstra Geoffroya le Rata, njega pa je leta 1228 nasledil Bertrand de Thessy.

## Življenje
Za velikega mojstra je bil izvoljen med 22. majem in 1. oktobrom 1207. Bil je maršal reda in udeleženec pete križarske vojne. Umrl je naravne smrti med 11. novembrom 1227 in 1. marcem 1228 med obnavljanjem obzidja Sidona. Opisan je bil kot "eden največjih mojstrov malteških vitezov, na katerega so lahko resnično ponosni".
Izročilo pravi, da je bil po rodu iz Auvergne in da je bil brat Pierra de Montaiguja, velikega mojstra vitezov templjarjev od 1219 do 1232, ne pove pa, iz katere  od družin Montaigu je Guérin izhajal.

## Vir
- Pierre d’Avity, Johann Ludwig Gottfried. Archontologiae Cosmicae    Buch III, Frankfurt am Main, 1628, str. 34 f.